# Agrotis leucocraspeda
Agrotis leucocraspeda är en fjärilsart som beskrevs av Charles Boursin 1957. Agrotis leucocraspeda ingår i släktet Agrotis och familjen nattflyn. Inga underarter finns listade i Catalogue of Life.